# Rinaldo Orsini (1402-1450)

Stemma Orsini

Rinaldo Orsini (Roma, 1402 – Piombino, 5 luglio 1450) fu un condottiero romano del XV secolo.

## Biografia
Figlio di Giacomo Orsini del ramo di Tagliacozzo, guidò una compagnia di ventura alle dipendenze dello Stato Pontificio. Nel 1426 lottò con i Colonna, ma concluse subito la pace, mentre nel 1442 fu generale delle armi della Repubblica di Siena. Sposo di Caterina Appiano di Piombino dal 1440, regnò sulla Signoria di Piombino dal 1445 insieme alla moglie, succeduta alla madre Paola Colonna.
Già nell'autunno del 1443 dovette difendere i suoi domini da una flotta corsara tunisina mossasi all'assalto dell'Isola d'Elba. Il conflitto interessò principalmente la zona orientale dell'isola (fond. le coste del Rio), con epicentro a Volterraio, la cui rocca venne cinta d'assedio. Rinaldo, allora a Siena, torna precipitosamente a Piombino ma è costretto con la sua flotta in porto, a Falesia, da una tempesta. La tradizione vuole quindi che, passata la bufera, si sfruttasse la seguente notte senza luna e si raggiungesse ciò che rimaneva della Piaggia; i tunisini, accampati poco distante e considerandosi ormai vittoriosi, stavano festeggiando ubriachi ed avevano lasciato le sue navi pressoché sguarnite. I piombinesi sbarcarono, creando così l'effetto sorpresa e sopraffacessero i corsari che, impotenti, provarono la fuga chi nelle macchie, chi gettandosi in mare, chi il ritorno nei loro navigli. Ma la disfatta fu totale tanto che, riportano le cronache, la maggior parte delle galee tunisine furono affondate e gli equipaggi uccisi. Solo pochi di essi riuscirono a rientrare in patria. Agli inizi dell'anno successivo (1444), il genovese Clemente Cicero, ambasciatore di Piombino, si reca a Tunisi per stipulare la pace con il Bey e viene redatto un trattato di alleanza, ove si dispone che la Signoria di Piombino abbia un proprio ambasciatore fisso presso Tunisi.
Il 27 aprile 1447, Rinaldo incarica l'architetto Mastro Guglielmo Pieri dell'edificazione del rivellino a difesa delle fortificazioni della Porta a Terra di Piombino. Il disegno si pensa possa essere dello stesso Rinaldo e consiste nella realizzazione di un fortilizio semicircolare convesso con doppia cinta costituita da lastroni tufacei squadrati con terrapieno interno. Le nuove fortificazioni vennero subito messe alla prova. Il Re di Napoli Alfonso V d'Aragona, assoldato da Emanuele Appiano, legittimo pretendente al trono di Piombino, mosse guerra a Rinaldo assediando la città dal 23 giugno all'11 settembre 1448. Ottenuto l'aiuto dei fiorentini, Orsini si difese valorosamente ricacciando i nemici con un furioso assalto e per questo, nel 1450, Alfonso V fu costretto ad abbandonare l'impresa. Rinaldo fu allora nominato Capitano della Repubblica Fiorentina e subito mosse contro i soldati di Re Alfonso che assediavano Castiglione della Pescaia. Ma l'impresa non ebbe esito felice poiché nello stesso anno Rinaldo, colpito da pestilenza, morì il 5 luglio.